# 高瀬美恵
高瀬 美恵（たかせ みえ、1966年7月31日 - ）は日本のライトノベル作家。東京都出身。血液型O型。
早稲田大学第一文学部卒業後、1991年、「クシアラータの覇王」シリーズ（講談社X文庫ホワイトハート）でデビュー。当初は5巻完結の予定だったが物語の展開が広がりすぎたため完結に10巻を要した作品である。
活動はライトノベルにとどまらず、「ALUMA - アルーマ」などのホラー系の作品や「アンジェリーク」「ファイアーエムブレム」などのコンピュータゲームのノベライズなどの作品も手がけている。
森川 楓子（もりかわ ふうこ）という名義でも作品を発表している。日本SF作家クラブ会員。

## 著作
- 「クシアラータの覇王」シリーズ（講談社X文庫ホワイトハート）
  - 本編全10巻の他、本編の前日譚に当たる外伝が2巻出ている。
- 「破界伝」シリーズ（講談社X文庫ホワイトハート）
  - 全7巻。クシアラータの本編及び外伝における主要キャラの一人だった沢影月を主人公に据えたスピンオフ。ただし、沢影月及びその兄二人の名前、皓月、蒼月とキャラクター設定が共通している他は、前作の世界とは全く無関係のパラレル作品である。
- 「禍つ姫の系譜」シリーズ （講談社X文庫ホワイトハート）
  - 全5巻。作者の趣味の女子プロレスをモチーフに名門女子高を舞台として、闘うソロリティーを描いた異色の肉弾戦アクションコメディ。
- 「東都幻沫録」シリーズ （講談社X文庫ホワイトハート及びメディアワークス電撃文庫）
  - ホワイトハート版の2巻が刊行された時点で、同編集部のファンタジー部門編集体制の変化による打ち切りに遭い、物語全体としての完結は見ないまま中断となった。今作以降ホワイトハートでの執筆はない。その後同人誌として3巻目が刊行され、更に電撃文庫から続刊が発行された。
- 「ユーフォリオン」（メディアワークス電撃文庫）
- 「ヴィアン・マーレの海首」シリーズ 全6巻（小学館キャンバス文庫）
- 「リスメイヤ―」シリーズ 全2巻（小学館キャンバス文庫）
- 「キャプテン・ルーシェ」（小学館キャンバス文庫）
- 「夏のダイヤモンド」（小学館キャンバス文庫）
- 「いざよい霊異記」（小学館キャンバス文庫）
- 「神々の谷」シリーズ 全3巻（小学館キャンバス文庫）
- 「帝都夢幻道」前後編（小学館パレット文庫）
- 「戦国純情派」シリーズ 全3巻（角川書店角川スニーカー文庫）
- 「ペルガモンズ・エンジェル!」（角川書店角川ビーンズ文庫）
- 「南風吹く日に」（双葉社フタバ・ファンタジー）
- 「ルウヤとハル」（双葉社フタバ・ファンタジー）
- 「月豹伝説」シリーズ 全3巻（白泉社）
- 「仮称タマの安穏な日々」（白泉社花丸ノベルズ）
- 「ALUMA - アルーマ」（幻冬舎HORROR WAVEのち幻冬舎文庫）
- 「魔女の戴冠」全3巻（幻冬舎コミックス幻狼ファンタジアノベルス） 
  - 主要キャラの一人を主人公に据えた外伝も一巻あり。
- 「環(リーン)の姫の物語」上下巻（幻冬舎コミックス幻狼ファンタジアノベルス）
- 「スウィート・ブラッド」（祥伝社文庫）
- 「セルグレイブの魔女」（祥伝社文庫）
- 「薔薇の王 ロサ・アルティーザ」（エンターブレインA‐NOVELS)）
- 「どうぶつと魔法の街 不思議なお姫様、来る!」（アスキー・メディアワークス角川つばさ文庫）

### ノベライズ
- 小説「アンジェリークEXTRA」（角川書店ASUKAノベルスのち角川ビーンズ文庫）
- 小説「グローランサー」（メディアワークス・電撃文庫）
- 小説「グローランサー」（メディアワークス・電撃文庫）
- 小説「グローランサー」（メディアワークス・電撃文庫）
- 小説「グローランサーII」（メディアワークス・電撃文庫）
- 小説「グローランサーIII」（メディアワークス・電撃文庫）
- 小説「ペルソナ2」（メディアワークス・電撃文庫）
- 小説「ファイアーエムブレム 聖魔の光石」（スクウェア・エニックス）
- 小説「幻想水滸伝IV」（メディアワークス・電撃文庫）
- 小説「真・女神転生III-NOCTURNE」（メディアワークス・電撃文庫）
- 小説「わがままファッション GIRLS MODE よくばり宣言!」（アスキー・メディアワークス・角川つばさ文庫）
- 小説「とんがりボウシと魔法の町」（アスキー・メディアワークス・角川つばさ文庫）
- 小説「星のカービィ」（アスキー・メディアワークス・角川つばさ文庫）
- 小説「戦国BASARA4」（KADOKAWA/アスキー・メディアワークス、電撃ゲーム文庫）
- 小説「牧場物語」（KADOKAWA/アスキー・メディアワークス・角川つばさ文庫）
- 小説「逆転裁判」（KADOKAWA/アスキー・メディアワークス・角川つばさ文庫）

### ゲームシナリオ
- 源狼 〜GENROH〜（オトメイト）
- エヴァーグレイスII（フロム・ソフトウェア）

### 森川楓子名義

#### 単行本
- 林檎と蛇のゲーム（宝島社 2008年5月・宝島社文庫 2009年9月）
- 国芳の愛弟子おひなと愛猫おこま（宝島社文庫 2016年12月）

#### アンソロジー
- 3分で読める！ 誰にも言えない○○の物語（宝島社文庫 2022年5月）「誰にも言えない雨夜の物語」

## 映像化作品

### バラエティー
- 超再現!ミステリー（日本テレビ、2012年8月14日、原作：林檎と蛇のゲーム）